# Кевін Келсі
Кевін Хесус Келсі Генес (ісп. Kevin Jesús Kelsy Genez, нар. 27 липня 2004) — венесуельський футболіст, нападник американського "Портленда" та молодіжної збірної Венесуели.

## Клубна кар'єра
Потрапивши в першу команду «Мінерос де Гуаяна» у 2021 році, закріпився в основній команді в сезоні 2022 року. Перший м'яч за основну команду забив 10 квітня того ж року в рамках венесуельської Прімери у ворота «Академії Пуерто-Кабельо» (2:0). На 57-й хвилині він замінив Луїса Кастільо, а на 66-й подвоїв перевагу своєї команди.
У січні 2023 року перейшов у «Бостон Рівер», але так і не зіграв жодного матчу і вже 31 січня донецький «Шахтар» оголосив про підписання контракту з Келсі до кінця грудня 2027 року.
Дебютував у складі «Шахтаря» 23 лютого 2023 року в матчі Ліги Європи проти французького «Ренна», вийшовши на заміну в додатковий час. Саме його реалізований післяматчевий пенальті приніс донеччанам перемогу в цій дуелі. У Прем'єр-лізі вперше зіграв 28 лютого 2023 року у виїзній грі проти «Миная» (4:1). На той час йому було 18 років і 216 днів. А вже 12 березня записав на свій рахунок дебютний гол в еліті українського футболу. Вийшовши на заміну на 60-й хвилині у грі проти «Кривбаса» замість Данила Сікана, на 80-й він подвоїв перевагу «Шахтаря». 

## Виступи за збірну
З 2022 року став виступати у складі молодіжної збірної Венесуели, у складі якої став  учасником молодіжного чемпіонату Південної Америки 2023 року в Колумбії.

## Титули та досягнення
- Чемпіон України (2):

Шахтар: 2022-23, 2023-24
- Володар Кубка України (1):

Шахтар: 2023-24